# Cooper Kupp
Cooper Douglas Kupp (Yakima, 15 giugno 1993) è un giocatore di football americano statunitense che milita nel ruolo di wide receiver per i Seattle Seahawks della National Football League (NFL).

## Carriera

### Los Angeles Rams
Kupp al college giocò a football alla Eastern Washington University dal 2013 al 2016. Fu scelto dai Los Angeles Rams nel corso del secondo giro (69º assoluto) del Draft NFL 2017. Debuttò come professionista subentrando nella gara del primo turno contro gli Indianapolis Colts ricevendo 4 passaggi per 76 yard e il suo primo touchdown dal quarterback Jared Goff. Segnò anche nella prima gara di playoff in carriera ma i Rams furono eliminati dagli Atlanta Falcons. La sua prima stagione si concluse con 62 ricezioni per 869 yard e 5 touchdown venendo inserito nella formazione ideale dei rookie dalla Pro Football Writers of America.
Nel decimo turno della stagione 2018, mentre si era imposto come uno dei bersagli principali dei passaggi di Jared Goff, Kupp si ruppe un legamento contro i Seattle Seahawks, chiudendo in anticipo la sua stagione.
Nella settimana 8 della stagione 2019, nella partita disputata a Londra, Kupp ricevette un primato in carriera di 220 yard nella vittoria sui Cincinnati Bengals. La sua stagione si chiuse al secondo posto della NFL con 10 touchdown su ricezione.
Il 12 settembre 2020 Kupp firmò con i Rams un rinnovo contrattuale triennale del valore di 48 milioni di dollari.
Con un nuovo quarterback, Matthew Stafford, nel settembre 2021 Kupp guidò la lega con 367 yard ricevute e 5 touchdown in tre partite, venendo premiato come giocatore offensivo del mese della NFC. A ottobre bissò tale riconoscimento ricevendo 38 passaggi per 557 yard e 5 touchdown. A fine stagione fu convocato per il suo primo Pro Bowl e inserito nel First-team All-Pro dopo avere guidato la NFL in ricezioni (145), yard ricevute (1.947, secondo risultato di tutti i tempi) e touchdown su ricezione (16). Il 10 febbraio 2022 fu premiato come giocatore offensivo dell'anno. Il 13 febbraio nel Super Bowl LVI vinto contro i Cincinnati Bengals 23-20 conquistò il suo primo titolo. Grazie a una prestazione da 8 ricezioni per 92 yard e 2 touchdown fu premiato come MVP dell'evento.
L'8 giugno 2022 firmò un'estensione contrattuale di 3 anni dal valore di 80 milioni di dollari. Nel primo turno contro i Buffalo Bills, ricevette 13 passaggi per 128 yard e un touchdown nella sconfitta per 31-10. La settimana seguente ebbe 11 ricezioni per 108 yard e 2 touchdown nella vittoria per 31–27 sugli Atlanta Falcons. Nel quarto turno totalizzò 14 ricezioni per 122 yard nella sconfitta contro i 49ers. Contro i Cardinals nella settimana 10, Kupp subì un infortunio alla caviglia che richiese un intervento chirurgico. Fu inserito in lista infortunati il 15 novembre 2022.
Kupp tornò in campo nel quinto turno della stagione 2023 dopo avere saltato 12 partite, ricevendo 8 passaggi per 118 yard nella sconfitta contro i Philadelphia Eagles. La settimana successiva ricevette 148 yard e segnò il primo touchdown stagionale nella vittoria sui Cardinals.
Nel primo turno della stagione 2024 Kupp pareggiò il suo primato personale con 14 ricezioni nella sconfitta ai tempi supplementari contro i Detroit Lions. La settimana successiva contrò i Cardinals subì un infortunio a una caviglia che gli fece saltare le successive quattro partite. tornò in campo nell'ottavo turno contro Minnesota ricevendo 5 passaggi per 51 yard e un touchdown. La settimana successiva ricevette 11 passaggi per 104 yard nella vittoria ai supplementari contro i Seahawks. Nell'undicesimo turno ricevette 6 passaggi per 106 yard e 2 touchdown nella vittoria sui Patriots.
Il 12 marzo 2025 Kupp fu svincolato.

### Seattle Seahawks
Il 14 marzo 2025 Kupp firmò un contratto triennale del valore di 45 milioni di dollari con i Seattle Seahawks.

## Palmarès

### Franchigia
- Super Bowl : 1

Los Angeles Rams: LVI
- National Football Conference Championship: 1

Los Angeles Rams: 2021

### Individuale
- MVP del Super Bowl: 1

2021
- Giocatore offensivo dell'anno: 1

2021
- Convocazioni al Pro Bowl: 1

2021
- First-team All-Pro: 1

2021
- Giocatore offensivo della NFC del mese: 2

settembre e ottobre 2021
- PFWA All-Rookie Team - 2017
- Leader della NFL in yard ricevute: 1

2021
- Leader della NFL in touchdown su ricezione: 1

2021